# هجوم براغ
هجوم براغ (بالروسية: Пражская стратегическая наступательная операция - عملية هجوم براغ الإستراتيجية) آخر العمليات الكبرى التي قامت بها القوات المسلحة السوفيتية في أوروبا خلال الحرب العالمية الثانية، حيث شهدت الجبهة الشرقية الهجوم واحتلال العاصمة التشيكوسلوفاكية براغ خلال الفترة ما بين 6 مايو وحتى 11 مايو 1945، هذه المحركة تحديدا والتي انتهت في أعقاب زوال الرايخ الثالث بعد استسلام 8 مايو قد اندلعت بالتزامن مع انتفاضة براغ والتي بدأت قبيل دخول الجيش الأحمر للمدينة بيوم واحد فقط.
تمكنت القوات السوفيتية من احتلال المدينة بأكملها في أعقاب هذا الهجوم في الوقت الذي واجه جنود مجموعة الجيوش الوسطى (بالألمانية: Heeresgruppe Mitte) أحد مصيرين؛ إما القتل أو الاستسلام لقوات الحلفاء حيث جاء استسلام جنود مجموعة الجيوش الوسطى بعد تسعة أيام من سقوط برلين وثلاثة أيام من نهاية الحرب الأوروبية.

## نظرة عامة

### التطورات العسكرية السياسية
هزم تحالف الحلفاء الغربيين والاتحاد السوفيتي ألمانيا النازية هزيمة ساحقة قبل بداية مايو لعام 1945. كانت برلين عاصمة ألمانيا على حافة الاستسلام أمام الهجوم السوفيتي الضخم، واحتُل جل ألمانيا.
استمر وجود بعض القوات الألمانية النشطة في جنوب ألمانيا وفي بعض أجزاء النمسا وتشيكوسلوفاكيا، من مجموعة الجيوش الوسطى وبقايا مجموعة جيوش أستمارك. أمر اللواء ألفرد يودل (القائد الأعلى للقوات المسلحة الألمانية) القوات الألمانية بتجنب الوقوع فريسة على يد الروس، وسهَّل المفاوضات مع الحلفاء الغربيين، وذلك في 2 مايو لعام 1945. استمرت بقايا القوات الألمانية في مقاومة الاتحاد السوفيتي على الجبهتين الأولى والرابعة الأوكرانيتين، وقبلوا الهدنة على الجبهة الغربية فقط.
بينما خسرت القيادة الألمانية سيطرتها المركزية على قواتها المسلحة، استمر نشاط الغيستابو وشوتزشتافل بأعلى فعالية. تورط قادة الشوتزشتافل وضباطه بشدة في قيادة القوات المسلحة الألمانية، بالأخص في تشيكوسلوفاكيا. حافظت قوات الشوتزشتافل على كفاءتها القتالية في أيام الحرب على عكس التدهور الملحوظ في الكفاءة القتالية لقوات الفيرماخت.
اعتبر النظام النازي تشيكوسلوفاكيا والمناطق المجاورة لها ملاذه الأخير بعد سقوط برلين. ولذلك حشد أقوى وحداته العسكرية في المنطقة في عام 1945، ومنهم بقايا الجيش السادس للشوتزشتافل، وجيشي بانزر الأول والرابع، والجيش السابع والثامن والسابع عشر مجتمعين. أصدر ألفرد يودل أوامره للنظام النازي المحلي بالإعداد للعديد من الأبنية المحصنة لتصبح مكاتب للحكومة النازية والقيادة الألمانية العليا.
أعلن أوبر غروبن فوهرر (القائد الأعلى للمجموعة إس إس) وقائد الشرطة كارل فرانك على الراديو عن أنه سيغرق أي انتفاضة في براغ في «بحر من الدماء». كان فرانك لواءً أيضًا لفافن إس إس. كان الموقف في براغ متوترًا. علم فرانك بتقدم العديد من جبهات الجيش السوفيتي تجاه براغ. فواجه مدينةً سكانُها جاهزون للتحرر.
وصلت فرقتان من جيش التحرير الروسي إلى براغ في نفس الوقت. غادرت الفرقة الأولى من جيش التحرير الروسي شمال المدينة بينما اتخذت الفرقة الثانية من الجيش مواقع الجنوب في المدينة. اختلف ولاء قوات جيش التحرير الروسي بناءً على الموقف الذي يواجهونه، بالرغم من ولائهم الظاهري للألمان.
نظر ستالين ووينستون تشرتشل إلى براغ نظرة الجائزة المنتظرة، ووضعوا تأثير احتلالها على الشكل السياسي لتشيكوسلوفاكيا لفترة ما بعد الحرب في الاعتبار. أصدر ستالين أوامره للجبهة البيلاروسية الأولى لتخفيف الجبهة الأوكرانية الأولى في منطقة برلين ليتمكنوا من إعادة ترتيب الصف في الجنوب بطول نهر مولدي والقيادة في براغ. تلقت الجبهة الأوكرانية الثانية الأوامر في الثاني من مايو بالوصول إلى براغ من الجنوب. أصر ستالين على بقاء الجيش السوفيتي في تشيكوسلوفاكيا الغربية عندما انسحبت القوات الألمانية أخيرًا.

### التضاريس
اختلفت المنطقة التي اضطر السوفيت للتقدم عليها، ولكنها شملت مناطق جبلية وأخرى مشجرة. كانت الطرق في مسيرة الجبهتين الأولى والرابعة عمودية على اتجاه التلال، وتمكنت الجبهة الأوكرانية الثانية من السير على طول طريق أقل عسرًا في المرتفعات الدنيا المؤدية إلى براغ. وجب على الجبهة الأوكرانية الأولى عبور جبال الخام للتقدم إلى براغ من منطقة شمال درسدن وباوتزين. كانت المناطق الحضرية من المعوقات الجغرافية الأخرى أمام القوات العسكرية، وكانت درسدن وبراغ نفسها من أكبر هذه المعوقات.

### الانتشار
تشابه انتشار مجموعة الجيوش الوسطى حدوة الحصان بضغط القوات الأمريكية والسوفيتية من كل الجوانب، لتطوق القوات المناطق التاريخية لبوهيميا ومورافيا. دُفع الجيش السابع (من مجموعة الجيوش ج سابقًا) إلى الشرق بعمليات مجموعة الجيوش السادسة الأمريكية، وأصبح تحت قيادة مجموعة الجيوش الوسطى. انتشر الجيش السابع بطول المحور الشمالي الجنوبي في تشيكوسلوفاكيا الغربية. كان للجيش السابع أربع فرق أخرى، بجانب فرقة بانزر وفولكسغرينادير، أطلق على اثنين منها اسم مجموعات المعركة، والاثنين الآخرين كانا احتياطيين للمعارك المحتملة، ومجهزين بأعضاء الهيئة العسكرية والمتدربين.
دافع جيش بانزر الرابع عن الجبهة الواقعة على الجنوب قليلًا، في شمال براغ وشمال درسدن وباوتزين. كان لجيش بانزر الرابع خمس فرق ميكانيكية، إضافة إلى 13 فرقة قتالية أخرى. انتصر جيش بانزر الرابع في معركة باوتزين، ليدمر الجيش السوفيتي الثاني والخمسين والجيش الثاني البولندي.
كان الجيش السابع عشر على يمين الجيش الرابع بانزر (على الشرق). تكون الجيش السابع عشر من 11 فرقة، منها واحدة بانزر وأخرى آلية. نُظمت تلك المجموعات في ثلاثة فيالق وانتشرت في شكل قوس يبدأ على بُعد 40 كلم في الجنوب الغربي من بريسلاو مؤديًا إلى الجنوب في أوسترافا.
جرت الجبهة إلى جنوب أولوموتس، حيث انتشر الجيش الأول بانزر، وانطلق شرقًا حول أولوموتس. بلغ حجم الجيش الأول بانزر ستة تشكيلات بانزر أو فرق آلية، إضافة إلى 19 فرقة آخرين، كانت جميعها تحت قيادة رأس الجيش.
انتشر الجيش الثامن لمجموعة جيوش أستمارك على الجبهة المؤدية إلى الجنوب الغربي للنمسا، حيث واجه جانبه الأيمن جيش بانزر السادس لإس إس في المنطقة الشمالية والغربية لفيينا. تكون الجيش الثامن من فرقة بانزر وفرقة آلية، إضافة إلى ست فرق أخرى.
تكونت الجبهة الأوكرانية السوفيتية الثانية من 37 فرقة بندقية وست فرق من الفرسان، وأربعة من الفرق ذات المركبات الميكانيكية، في مواجهة جزء من الجيش الأول بانزر والجيش الثامن الألمانيين في منطقة برنو. كان من المتوقع أن تتقدم الجبهة الأوكرانية الثانية في اتجاه الشمال الغربي عبر القرية قليلة الجبال إلى براغ، لتصل إلى جيش الدبابات الحارسة السادس. تحالفت القوات السوفيتية مع الجبهة الأوكرانية الثانية، المتكونة من الجيشين الأول والرابع الرومانيين، ليصل العدد إلى 12 فرقة مشاة وثلاث فرق من الفرسان.
تكونت الجبهة الأوكرانية الرابعة من 34 فرقة بندقية وفرقة دبابات واحدة، في مواجهة الجيش الأول بانزر. واجهت الجبهة الأوكرانية الرابعة عقبة مزدوجة في أولوموتس، فمن جهة أنها مدينة صغيرة، من جهة أخرى بها تلال عديدة تعيق مسيرة التقدم. افتقرت الجبهة الرابعة إلى الصلات المباشرة والرئيسة بين أولوموتس وبراغ، وكان ذلك من العوامل المبطئة لتقدمهم، على عكس الجبهة الأوكرانية الثانية. شملت قوات السوفيت المتحالفة مع الجبهة الأوكرانية الرابعة الفيلق التشيكوسلوفاكي الأول، المكون من 4 فرق من المشاة وكتيبة دبابات.
تكونت الجبهة الأوكرانية الأولى من 71 فرقة بندقية وثلاث فرق فرسان، إضافة إلى تسع كتائب دبابات ومركبات ميكانيكية، بداية من منطقة شمال دريسدن وغورليتز عبر قوس واسع إلى منطقة بريسلاو. احتشدت الكتلة الكبرى من قوات الجبهة الأوكرانية شمال دريسدن للتقدم مباشرة إلى براغ، وشملت جيشي دبابات الحراسة الثالث والرابع. كان الجيش الرابع بانزر عقبة أساسية أمام هذا التقدم. تكون الشرق (اليسار) من خمسة أذرع قتالية والجيش الثاني البولندي، على الجناح الأيسر من الجبهة، في التقدم الذي سيضغط على الجيش السابع عشر الألماني بصورة أساسية. واجهت قوات تقدم الجبهة الأولى الأوكرانية جبال الخام، إضافة إلى المناطق الحضرية في دريسدن وباوتزين.
تميزت المحاور الرئيسة للهجمات السوفيتية في آخر الحرب بجيوش الدبابات من جهة، وبوجود احتياط من فرق المدفعية تابعة للقيادة العليا (احتياط ستافكا) من الجهة الأخرى. تكونت الجبهة الأوكرانية الأولى في مايو 1945 من ست فرق مدفعية وقاذفة صواريخ واحدة (إضافة إلى فرقة المدفعية البولندية)، كان للجبهة الأوكرانية الرابعة فرقتان من المدفعية، وترأست الجبهة الأوكرانية الثانية أربع فرق مدفعية وقاذفة صواريخ واحدة.

## الملاحظات
1. ↑  فيما مضى، فرّقت قوانين الحرب بين الجنود المنهزمة والتي استسلمت طواعية وبين من سقط أسير منهم في أيدي القوات الغازية خلال العمليات العسكرية؛ حيث شملت اتفاقية جنيف لعام 1929 هؤلاء الذين سقطوا في الأسر خلال سير العمليات العسكرية فقط وليس الذين استسلموا طواعية في حالات الاستسلام الجماعي (انظر القوات المعادية منزوعة السلاح) وهو ما تغيّر جليّا في اتفاقية جنيف الثالثة عام 1949.

## قراءة مفصلة
- Konev، I. (1969)، Year of Victory، Moscow: Progress Publishers.
- (بالروسية) Советская военная энциклопедия (Soviet Military Encyclopedia), vol. 6.
  - The Soviet Military Encyclopedia, A-F: ISBN 0-8133-1429-1, G-O: ISBN 0-8133-1430-5, P-Z: ISBN 0-8133-1431-3
- Ziemke، Earl F. (1990)، Stalingrad to Berlin: The German defeat in the East، New York: Dorset Press.